# リック・アリントン
リック・アリントン（Rick Arrington 1947年2月26日 - ）はノースカロライナ州シャーロット出身のアメリカンフットボール選手。NFLのフィラデルフィア・イーグルスに1970年から1973年まで所属した。ポジションはクォーターバック。
ジョージア大学、タルサ大学でプレーした後、1970年にフィラデルフィア・イーグルスにドラフト外フリーエージェントで入団した。その年、開幕から5連敗して迎えた第6週のグリーンベイ・パッカーズ戦で初先発を果たしたが、前半に3インターセプトを喫し、ノーム・スニードと交代した。
イーグルスには1973年まで所属した。1974年にはCFLのトロント・アルゴノーツでプレーしている。

## 家族
娘のジル・アリントンは、ESPNのカレッジフットボール中継のサイドラインレポーターを務めており、Playboy.comの投票では最もセクシーなスポーツキャスターに選ばれた。2000年9月から2004年1月まではCBSのNFL Todayでもレポーターを務めた。またマッデンNFL2005では声の出演をしている。
別の娘のジョイ・アリントンはプロテニス選手となり、その娘のダコタ・ファニング、エル・ファニングは女優となっている。